# Barbara Sommer

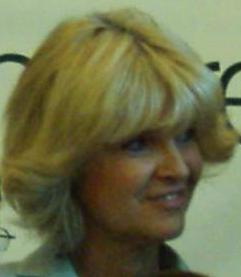
Barbara Sommer bei der Preisverleihung Landeswettbewerb Schüler experimentieren 2006 in Bochum

Barbara Sommer (* 15. Dezember 1948 in Bielefeld) ist eine deutsche Politikerin (CDU). Von 2005 bis 2010 war sie Ministerin für Schule und Weiterbildung des Landes Nordrhein-Westfalen im Kabinett Rüttgers.

## Familie, Ausbildung und Beruf
Barbara Sommer ist evangelisch und Mutter von fünf Kindern. Sie ist in zweiter Ehe mit dem Unternehmer Herbert Sommer verheiratet, der Präsident der Industrie- und Handelskammer Ostwestfalen zu Bielefeld war. Nach ihrer Schulzeit studierte Sommer von 1968 bis 1971 an der Pädagogischen Hochschule des Saarlandes und arbeitete danach an einer Grundschule in Bielefeld zuerst als Lehrerin und später als Rektorin. 1992 wurde sie Schulrätin im Schulamt für den Kreis Herford und 1995 Schulrätin für den Kreis Gütersloh. Von 1997 an war sie Schulamtsdirektorin. Von 2005 bis 2010 war Sommer Ministerin im Kabinett Rüttgers.

## Politik
Seit Sommers Amtsantritt als Ministerin gab es eine Reihe von Änderungen in der Schulpolitik. Die ersten Reformen wurden durch das neue, einheitliche Schulgesetz für das Land Nordrhein-Westfalen (2005) mit dem Schuljahr 2006/07 eingeführt. So kam es zur Streichung des so genannten Drittelerlasses, wonach die Wertung von Klassenarbeiten durch die Schulleitung genehmigt werden musste, sobald ein Drittel der Teilnehmer eine nicht ausreichende Note erzielt hatte. 
Ferner wurden an nordrhein-westfälischen Schulen sechs Kopfnoten eingeführt, nach massiver Kritik jedoch ein Jahr später auf drei reduziert. Auf die Kritik an der fehlenden Validität von Kopfnoten reagierte das Ministerium mit dem Hinweis auf den Erfolg und die breite Akzeptanz der Kopfnoten.
Änderungen gab es auch bei der Wahl der Schulform nach der Grundschule. Hierfür war nun die Empfehlung der Grundschullehrer ausschlaggebend, der von den Eltern bei Bedarf mit Hilfe eines von Drittgutachtern durchgeführten Testverfahrens widersprochen werden konnte. Schließlich wurde die Schulzeit bis zum Abitur durch das 9+3-Modell verkürzt, welches das Gymnasium nach dem 9. Schuljahr enden lässt und durch das eine dreijährige Oberstufe erhalten bleibt. 
Von 2005 bis 2009 wurden in Nordrhein-Westfalen trotz sinkender Schülerzahlen 7.874 neue Lehrerstellen geschaffen. Der statistisch erfasste Unterrichtsausfall konnte 2008 auf den Wert von 2,0 Prozent gesenkt werden, was in der Interpretation durch die damalige Landesregierung einer Reduzierung von 55 % seit 2005 entspricht. Nach Angaben des NRW-Schulministeriums handelt es sich um den bislang niedrigsten gemessenen Wert. Die Art und Weise der statistischen Erfassung von erteiltem bzw. ausgefallenem Unterricht ist umstritten. Die Opposition wies die Maßnahmen als unzureichend zurück.
Gelobt wurde das neue NRW-Schulgesetz vom Institut der Deutschen Wirtschaft Köln im „Politik-Check Schule“, welcher die Reformanstrengungen der einzelnen Bundesländer in der Schulpolitik seit 2006 vergleicht. Auf Kritik stieß es bei der Opposition und bei Lehrerverbänden.
Bei der Landtagswahl in Nordrhein-Westfalen 2010 verfehlte sie das Direktmandat im Landtagswahlkreis Bielefeld I. Gewählt wurde Günter Garbrecht (SPD). Da die Landesliste der CDU nicht zum Zuge kam, war Sommer nicht mehr Mitglied des neuen Landtages.

### Abiturprüfung Nordrhein-Westfalen 2008
In den Abiturprüfungen in Nordrhein-Westfalen im Jahr 2008 kam es zu einer Vielzahl von Problemen – unvollständige, fehlerhafte oder verwirrende Angaben – mit den gestellten Aufgaben in den Fächern Mathematik, Erdkunde, Pädagogik, Biologie und Geschichte. Dies führte im Fach Mathematik teilweise zu schlechten Noten und einer Vielzahl von Nachprüfungen. In den anderen Fächern waren die Auswirkungen weniger gravierend.
Als Antwort auf die Kritik am Krisenmanagement ihres Ministeriums sagte Barbara Sommer am 5. Juni 2008: „Ich habe selbst ja fünf Kinder und vier davon haben schon Abitur gemacht. Und alle die mussten in eine Nachprüfung. Das ist etwas Normales.“ Später erwähnte sie, dass die Schüler gegen die Prüfung Einspruch einlegen und sie neu ablegen könnten, was jedoch von ihrem Sprecher relativiert wurde. Am 9. Juni machte das Ministerium allen betroffenen Schülern das Angebot, die Mathematik-Prüfung zu wiederholen. Seit 2009 werden Abituraufgaben zusätzlichen Prüfungen unterzogen, bevor sie den Schulen zur Verfügung gestellt werden.